# Дендропарк «Шкуратівський»
Шкураті́вський дендропа́рк (Шкураті́вський парк) — дендрологічний парк місцевого значення в Україні. Розташований у межах Білопільського району Сумської області, в селі Шкуратівка.
Площа 2,5 га. Створений 1967 року природолюбом-аматором, учителем біології місцевої школи Йосипом Мухопадом. Має ще назву «Мухопадове диво», на пошану його засновника — Йосипа Мухопада.
Розташований неподалік від районного центру — міста Білопілля та вузлової залізничної станції Ворожба. Рельєф дендропарку — хвиляста рівнина, для якої характерні незначні підвищення та западини.

## Ботанічний склад

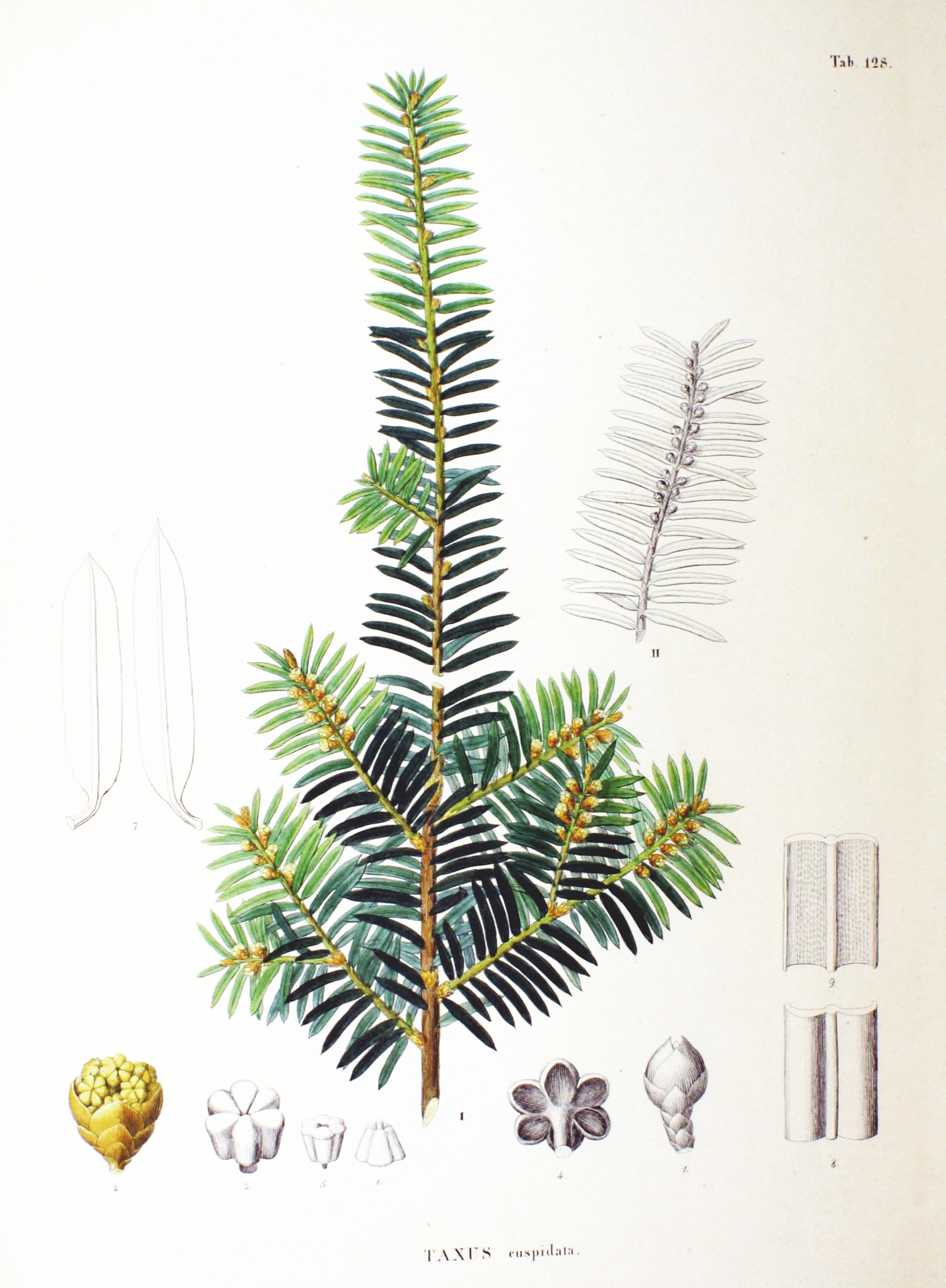
Тис далекосхідний (Taxus cuspidata)

Основні породи: сосна звичайна, ялина звичайна, є 6 видів модрини, ялівець звичайний, віргінський, козацький, скельний, 12 видів смереки, туя західна та інші.
З рідкісних хвойних тут ростуть: ялина колюча голуба, сосна Банкса, сосна Веймутова, дугласія голуба, ялина канадська, тсуга канадська, ялина європейська. В невеликій кількості представлені види особливо рідкісні, яких немає у природних екостанах Сумщини, вони культивуються в Україні лише в деяких ботанічних садах. Це — тис ягідний, смерека Віча, сосна жовта, смерека Фразера, мікробіота, біота східна та інші за походженням з Північної Америки.
Є дуже рідкісні екзотичні рослини — гінкго білоба, метасеквойя гліптостробоїдна, тис далекосхідний.
13 видів ялини: аянська, біла, Глена, європейська, колюча, корейська, сербська, сибірська, чорна, Енгельмана, Шренка.
Сосни: звичайна, Банкса, Веймутова, гірська, жовта (орегонська), скручена, Сосновського (гачкувата), чорна австрійська, кедрова європейська, кедрова корейська, кедрова сибірська, Палласа (сосна кримська), Румелійська, Муррея.

## Фауна
У Шкуратівському дендропарку є куниці, тхори, лисиці, вивірки, зайці, кажани.
Серед пернатих — шпаки, синиці, мухоловки, повзики, дятли, дрозди, сови, солов'ї тощо.

## Значення
Парк-пам'ятка має велику цінність як місце акліматизації екзотичних дерев і кущів на Сумщині. Тут проводиться дослідницька робота членами дитячого лісництва Білопільського районного Будинку дітей та юнацтва. На базі дендрарію працює дитяче лісництво, проводиться практична робота з наукового дослідництва членами наукового товариства Білопільського районного Будинку дітей та юнацтва і студентами Сумського педагогічного університету.